# Park im Grüene
Koordinaten: 47° 18′ 1″ N, 8° 33′ 5″ O; CH1903: 684160 / 239420
Der Park im Grüene in Rüschlikon ist ein vom Migros-Gründer Gottlieb Duttweiler initiierter und – bis auf wenige Tage an Weihnachten – täglich geöffneter Erholungspark in der Nähe der Stadt Zürich. Entgegen ihrer ursprünglichen Absicht, ihn privat zu nutzen, schenkten Duttweiler und seine Frau Adele, die kinderlos geblieben waren, ihren viereinhalb Hektaren grossen Privatbesitz «Zur Langhalden» an Weihnachten 1946 zunächst den Genossenschaftern der Migros und stellten ihn wenig später der Öffentlichkeit zur Verfügung. Der besonders bei Kindern beliebte Erholungs- und Freizeitpark trägt umgangssprachlich auch die Namen Migros-Park oder «Dutti-Park».

## Anlage
Der Park liegt in Rüschlikon auf dem nördlichen Zimmerbergplateau auf einer Höhe von etwa 505 m ü. M., zwischen dem Zürichsee im Osten und dem Sihltal im Westen. In unmittelbarer Nähe befindet sich eine Anschlussstelle der Autobahn A3. Mit öffentlichen Verkehrsmitteln ist die Haltestelle «Park im Grüene» über die Linie 165 vom Bürkliplatz in Zürich aus erreichbar. Die Linie 156 verkehrt zwischen den Bahnhöfen Adliswil und Thalwil und hält direkt vor dem Parkeingang. Vom Haupteingang des Parks gegenüber der Kantonsstrasse steht die Migros-Filiale Rüschlikon Parkside sowie der 2012 eröffnete Orange Garten, der die Geschichte der Migros zeigt.
Neben der Aussicht auf den Zürichsee und die Glarner Alpen sowie seinem gepflegten Baumbestand bietet der Park verschiedene Attraktionen für Gross und Klein. Das «Strohhaus» – früher direkt neben dem privaten Tennisplatz – dient als Gottlieb-Duttweiler-Museum und Kulturzentrum. Neben kulturellen Anlässen wie Künstlerauftritten oder der Bundesfeier mit abendlichen Feuerwerk zum Nationalfeiertag finden sich für die Kinder von Mitte März bis Mitte Oktober eine Miniatureisenbahn zum Mitfahren, ein Kasperlitheater, sowie das Eselreiten für Kinder. Der Spielplatz mit Schaukeln, Rutschbahn und Drehteller wird ganzjährig angeboten. Am östlichen Parkrand angrenzend – und mit auf dem früheren Parkgelände – befindet sich das Gottlieb Duttweiler Institut, eine sozialpolitische und wirtschaftliche Denkfabrik und Tagungsstätte der Migros. Der Unterhalt des Parks sowie fast alle dort stattfindenden Veranstaltungen werden durch das Migros-Kulturprozent finanziert.

## Geschichte

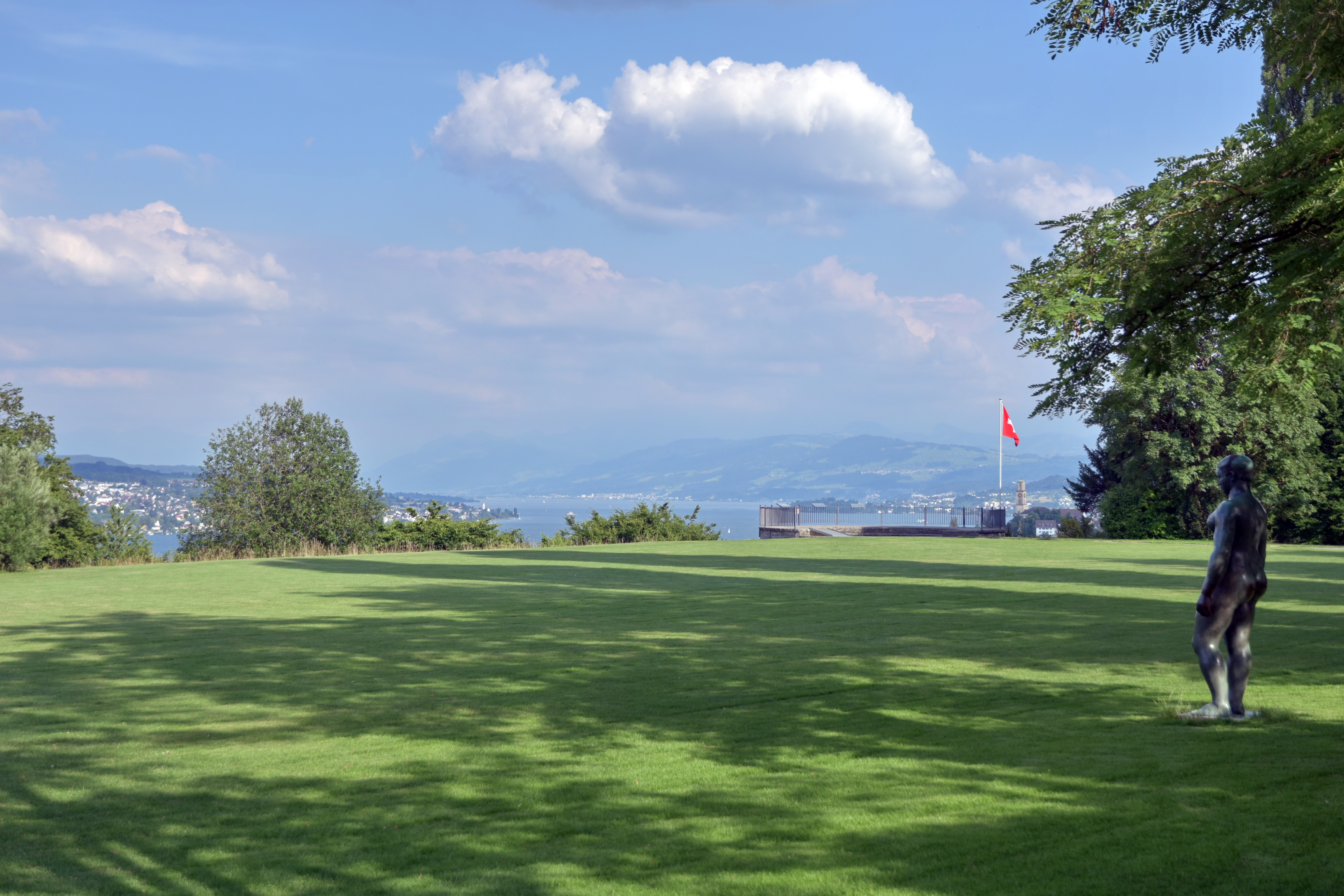
Park im Grüene in Rüschlikon – Grünbereich mit Skulptur und Aussicht auf den Zürichsee (2015)

1925 kaufte Migros-Gründer Gottlieb Duttweiler einem Bauern eine Wiese ab, der Preis betrug für heutige Verhältnissen unvorstellbare vier Franken pro Quadratmeter.
Im Laufe der Jahre vergrösserten er und seine Ehefrau Adele Duttweiler-Bertschi das Anwesen, indem sie von der Genossenschaft Langhalden mehrere Parzellen mit Wiesen, Wald und Äckern erwarben. In mehreren Schritten kam bis 1930 eine zusammenhängende Fläche von ca. 45'000 m2 zusammen. Am Rande des Geländes entstand 1933 ein bescheidenes Haus mit Strohdach, das so genannte «Strohhaus». Es diente zunächst als privater Sommerwohnsitz, später wirtschaftlichen Zwecken und schliesslich als Clubhaus neben dem privaten Tennisplatz. In diesem Gebäude fand am 30. Dezember 1936 die Parteigründung des Landesrings der Unabhängigen statt.
In den 1930er Jahren lernte Duttweiler den in Rüschlikon zurückgezogen lebenden Landschaftsmaler Hermann Gattiker – den Sohn eines Gärtners – kennen. Nach und nach und verstärkt nach dem Kriegsende gestaltete dieser das Anwesen im Auftrag des Eigentümers planerisch im Stil eines englischen Landschaftsgartens um. Es entstanden der turmartige Aussichtspunkt, der Weiher, ein künstlicher Hügel und die grosse Hauptwiese – in Fachkreisen auch Pleasureground genannt – und eine flache Mauer mit Treppe am Ende, die das Gelände terrassiert. Diese Gestaltungsaufgabe darf als Gattikers Spätwerk angesehen werden. «Es waren sechs Jahre des Denkens und Überlegens, so wie es die Alten machten, von innen heraus zu bauen mit Zeit und Mass, allerdings auch grossen Unkosten», hielt der Bauherr später Rückschau.

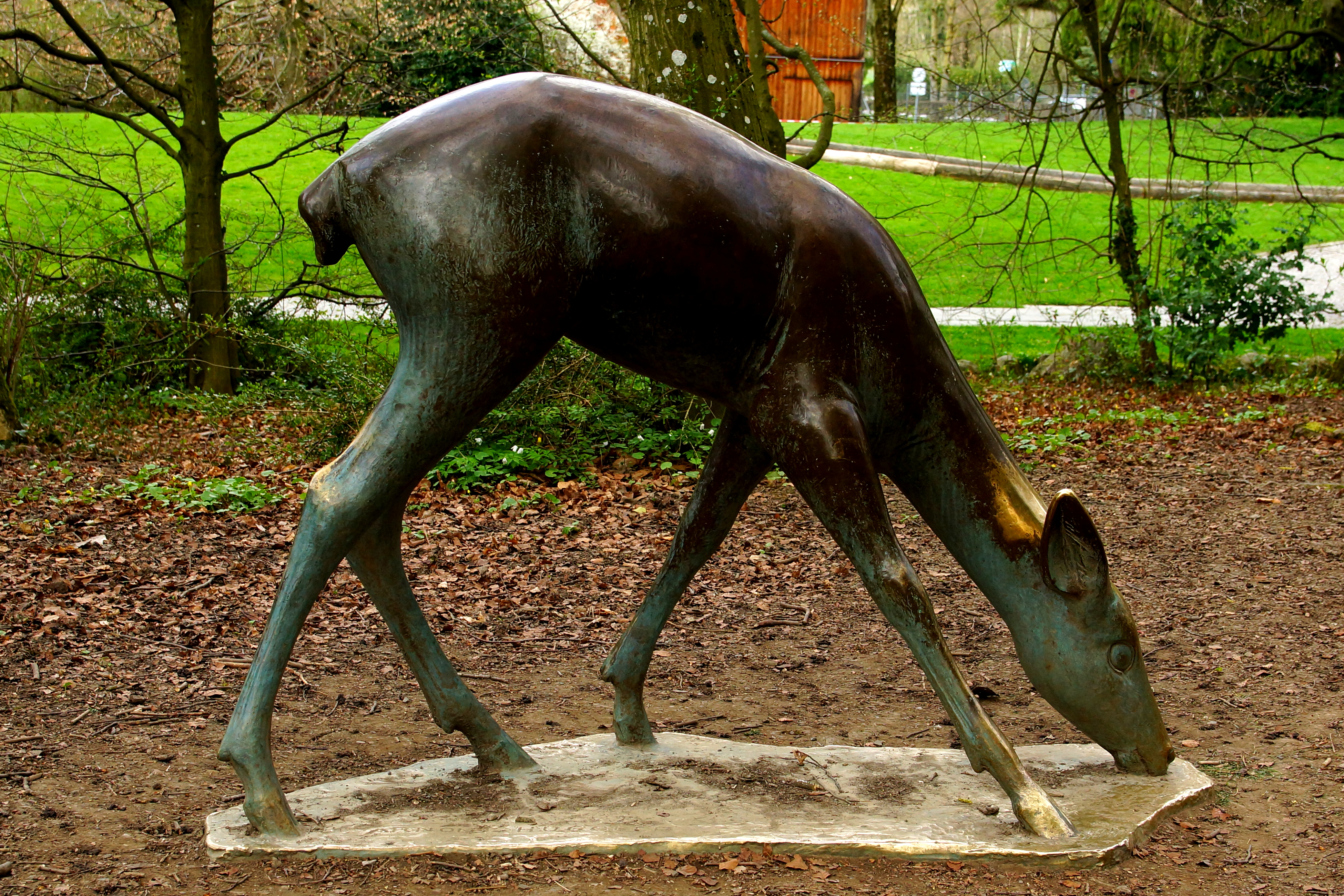
Im Park ausgestellte Skulptur, geschaffen von Arnold Huggler, die Gottlieb Duttweiler zum siebzigsten Geburtstag geschenkt wurde.

Kurz nachdem der Besitz als «Stiftung Im Grüene» notariell beglaubigt worden war, schenkte das kinderlose Ehepaar Duttweiler den gestalterisch nun erheblich aufgewerteten Park zu Weihnachten 1946 dem Migros-Genossenschafts-Bund (MGB). Ab Juni 1947 stand der Park zunächst den Genossenschaftern der Migros zur Verfügung und wenig später der gesamten Öffentlichkeit. Diese Schenkung hatte damals einen Wert von 520'000 Franken, was –  gemessen am Konsumentenpreisindex – heute mindestens 2,6 Millionen Franken entspricht.
Die neue gegründete «Stiftung Im Grüene» hatte es sich darüber hinaus zum Ziel gesetzt, ein Institut ins Leben zu rufen, das wissenschaftliche Forschung auf dem Gebiet des Genossenschaftswesens und der Warenverteilung betreibt. Ausserdem sollte sie Veranstaltungen, Kurse und Versammlungen fördern. Am 17. Februar 1962, kurz vor seinem Tod, legte Gottlieb Duttweiler noch den Grundstein für das nach ihm benannte «Gottlieb Duttweiler Institut». Die erste unabhängige Denkfabrik der Schweiz nahm ihren Betrieb am 1. September 1963 auf.
1961 brannte das «Strohhaus» bis auf die Grundmauern nieder und wurde anschliessend originalgetreu wiederhergestellt. Nach Duttweilers Tod im darauf folgenden Jahr eröffnete der MGB in dem Gebäude eine permanente Ausstellung über sein Leben. Ab 1972 stand das «Strohhaus» auch für kulturelle Zwecke zur Verfügung. In den Jahren 2000 und 2001 erfolgte ein Ausbau des Parks, dabei entstanden im Eingangsbereich ein Migros-Parkrestaurant sowie zusätzliche Besucherparkplätze. Im Jahr 2001 wurde das «Strohhaus» zum Baudenkmal ernannt und innen leicht umgebaut.

## Galerie

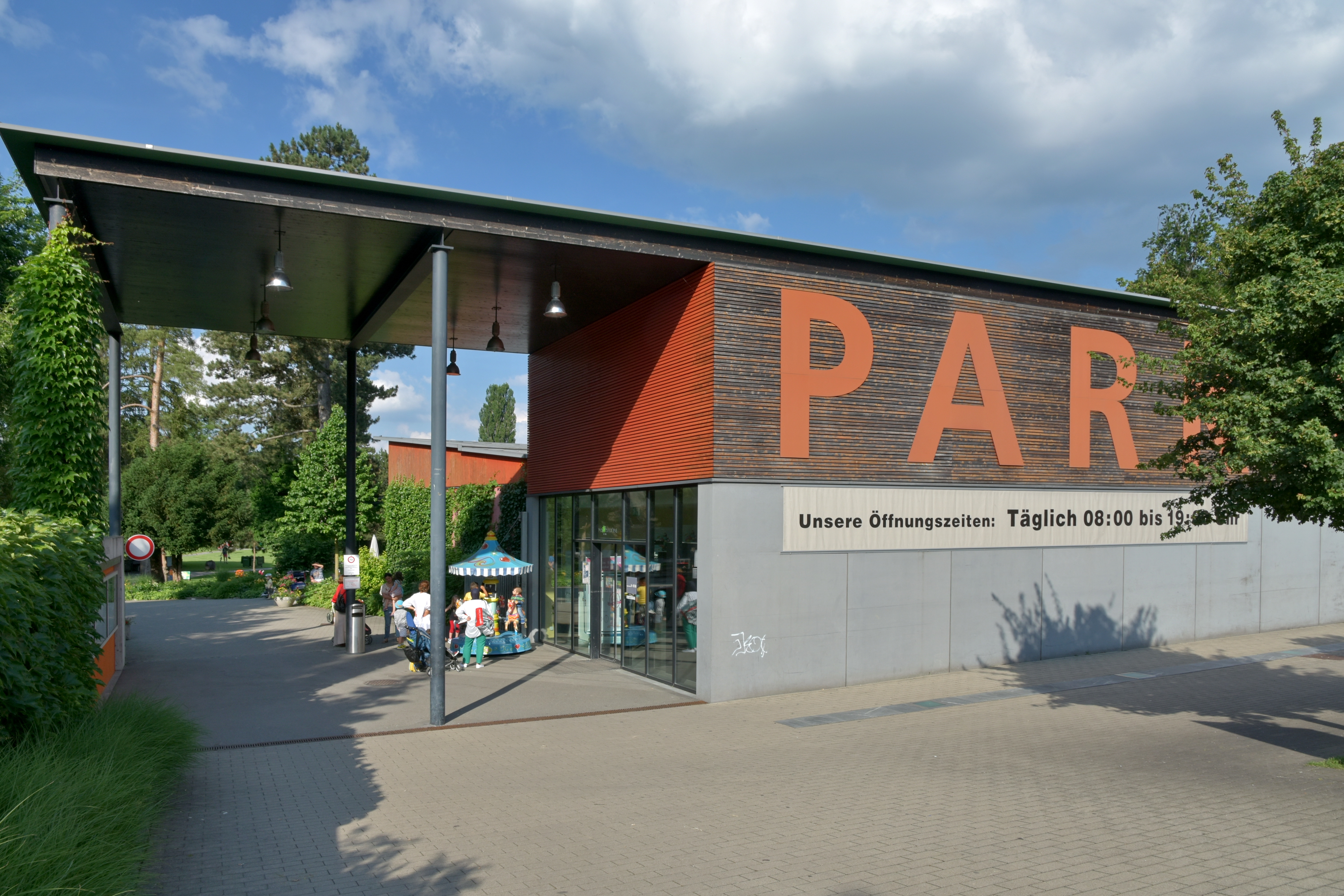
Parkrestaurant
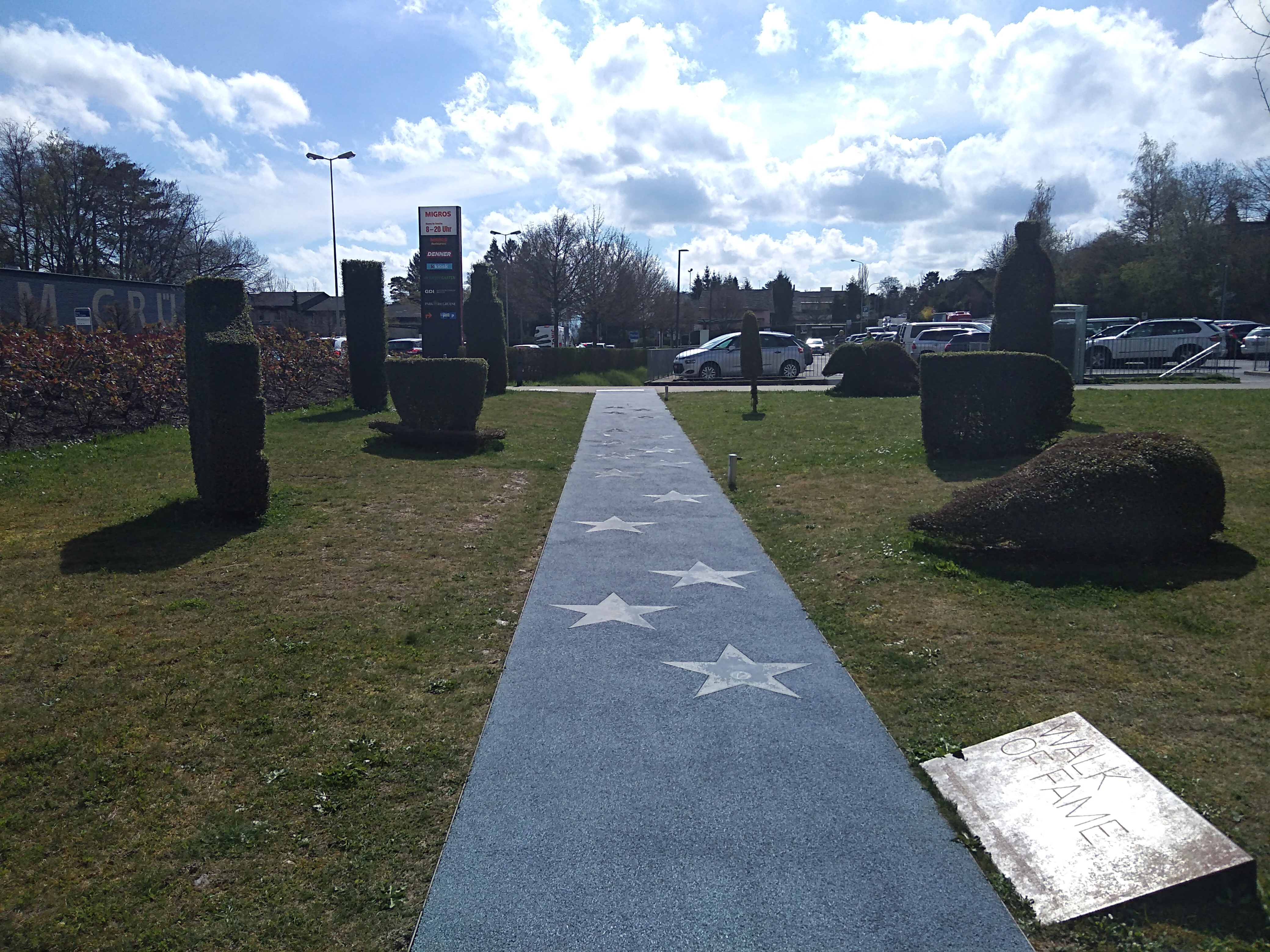
Walk of Fame Migros-Eigenmarken
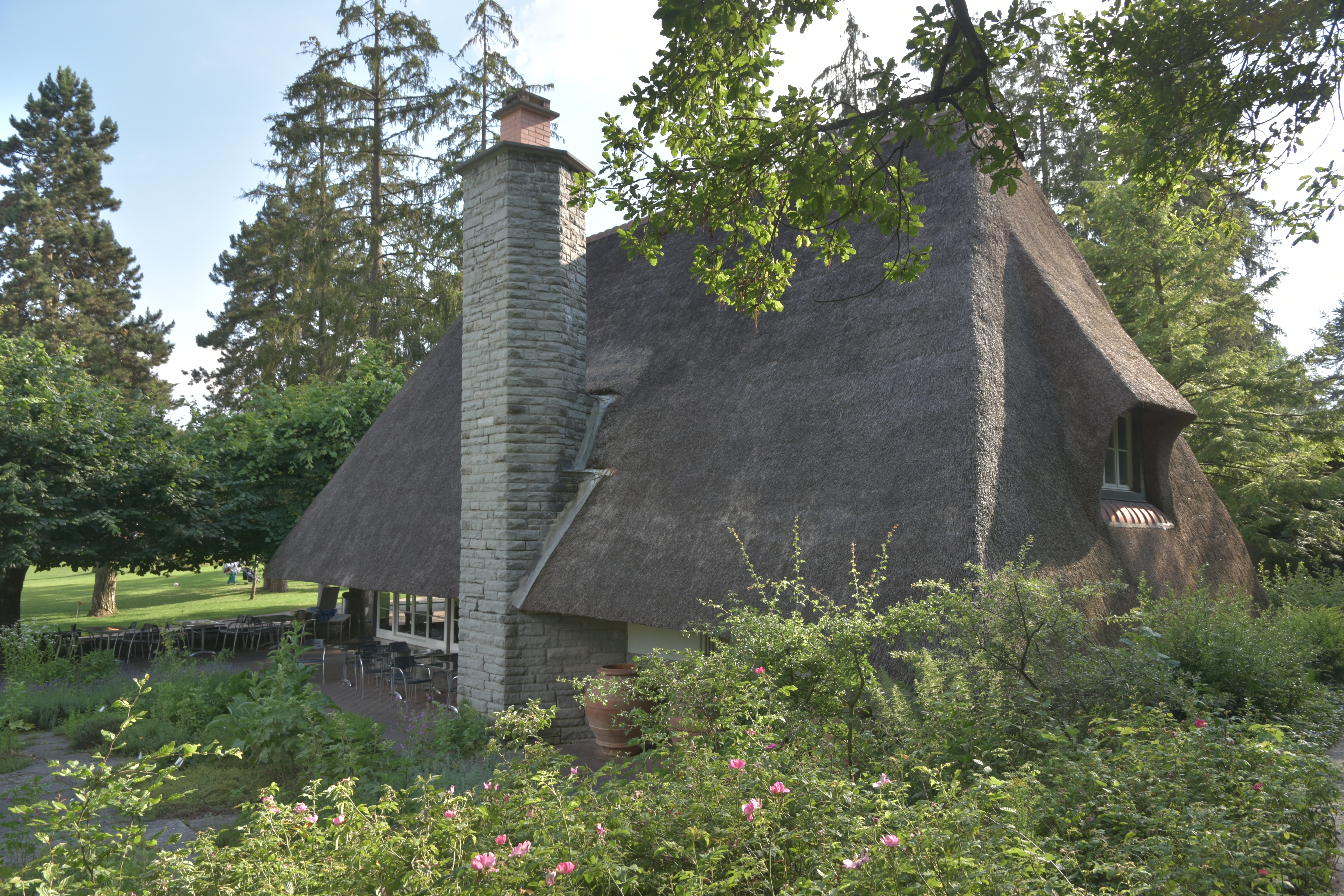
«Strohhaus»
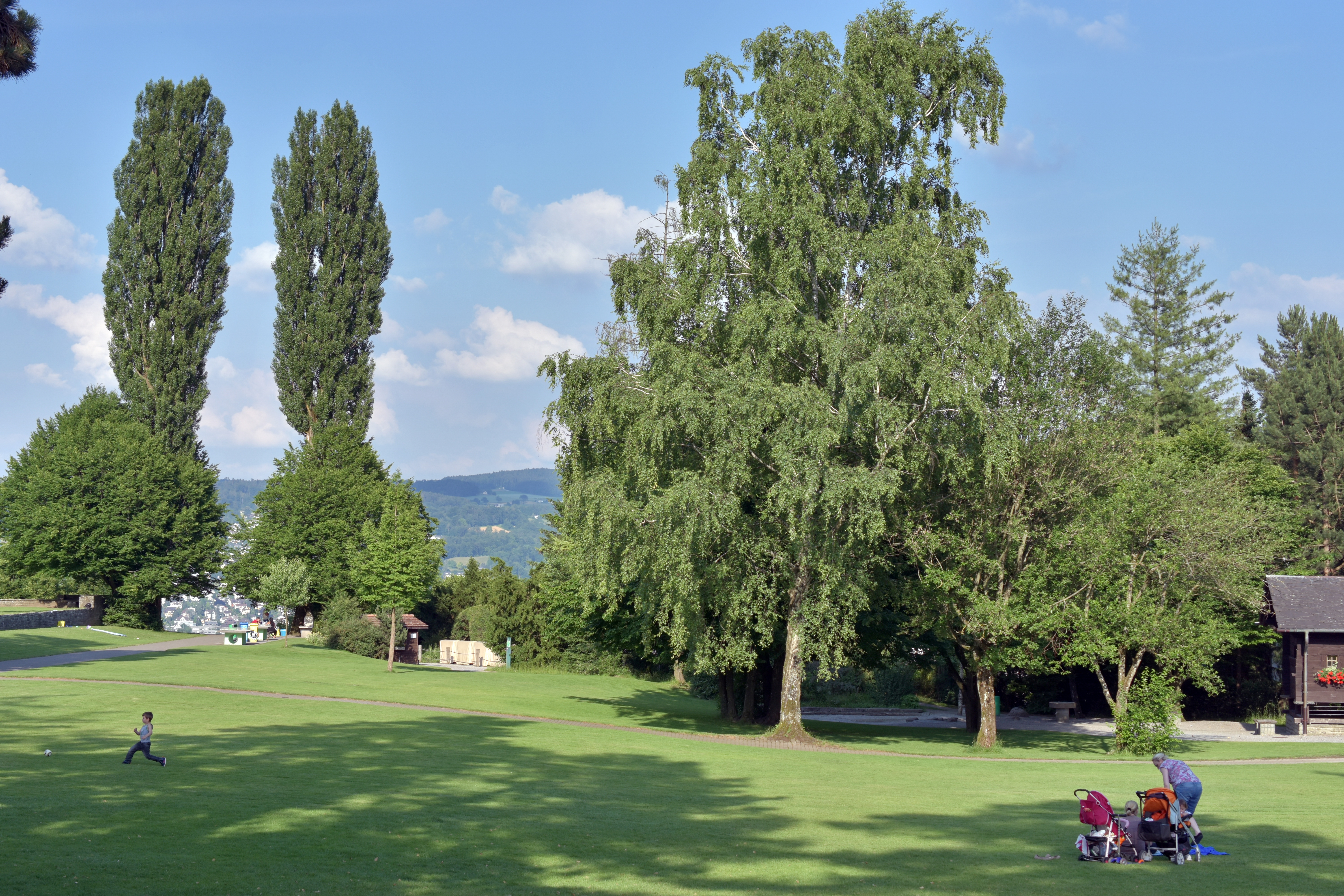
Baumgruppe
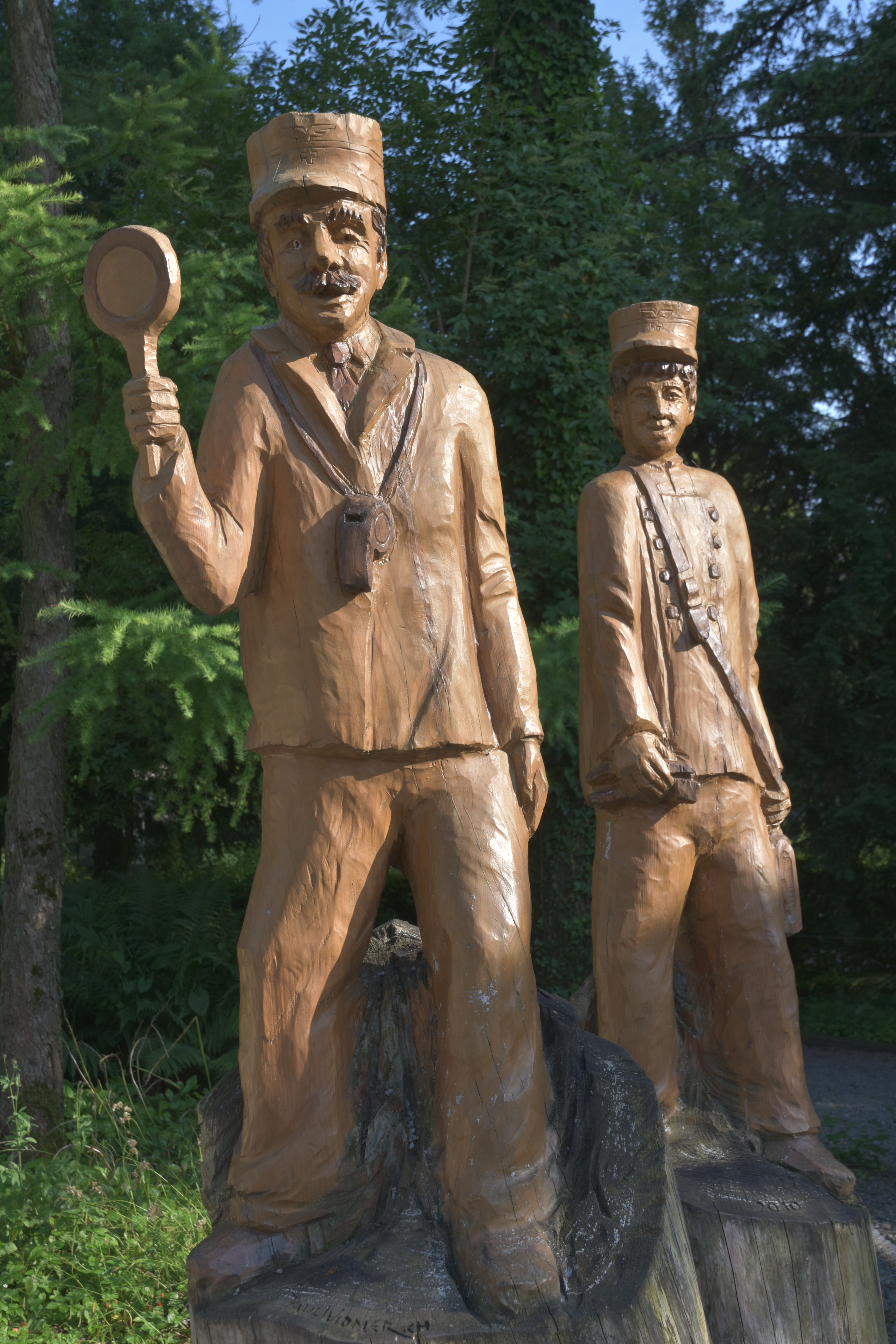
Skulpturen
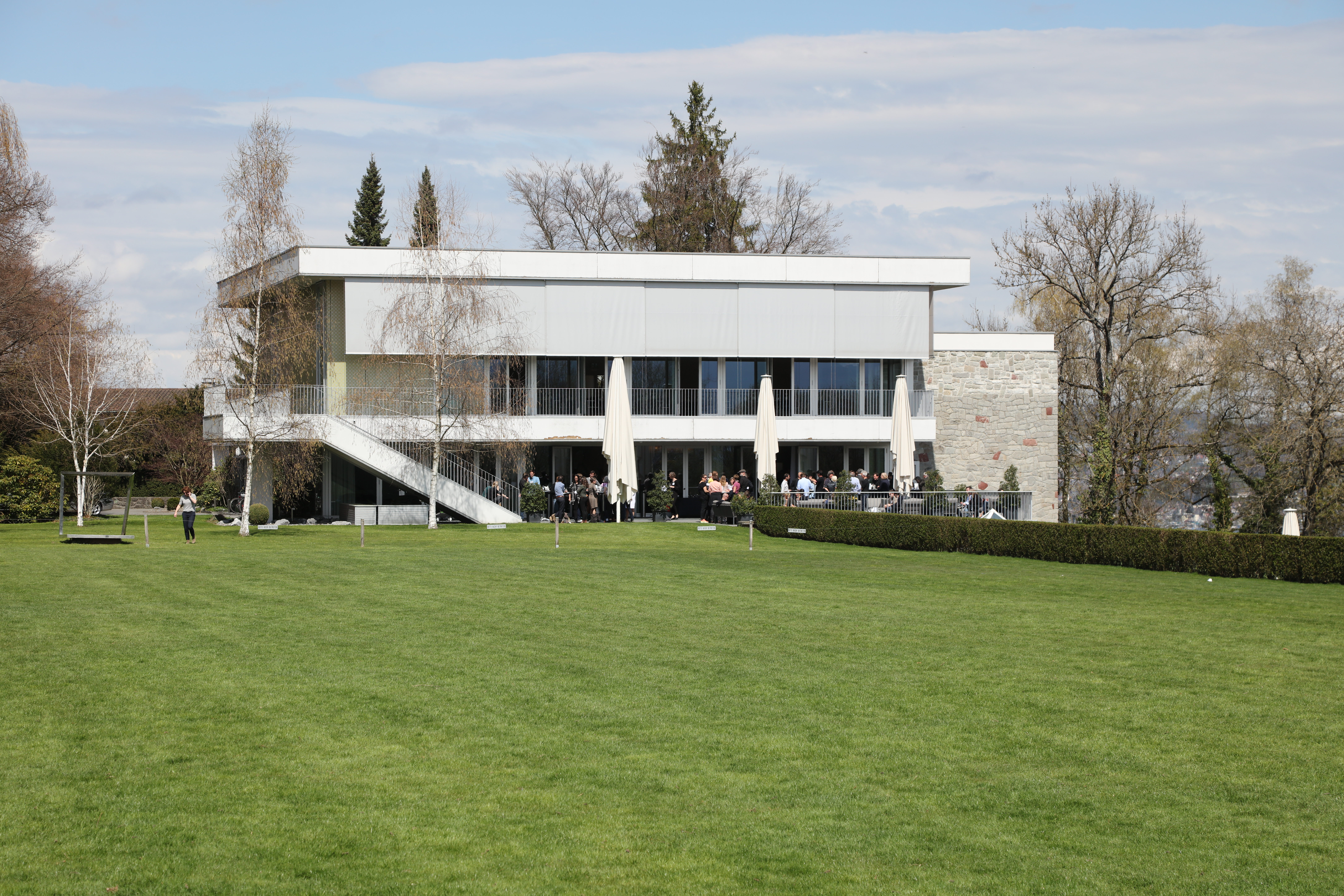
Hauptgebäude Gottlieb Duttweiler Institut